# Zbigniew Skokowski
Zbigniew Skokowski (ur. 8 stycznia 1888 w Warszawie, zm. 1 lutego 1943 w Warszawie) – polski urzędnik państwowy, oficer i działacz wolnomularski.

## Życiorys
Urodził się 8 stycznia 1888 roku w Warszawie. Uczył się w V Gimnazjum Męskim Klasycznym w Warszawie i aktywnie udzielał się w nim w wolnościowo-inteligenckim «Kółku Samokształcenia». Brał udział w strajku szkolnym w 1905 roku, będąc członkiem kierującego nim Koła Delegatów. W czasie strajku zaprzyjaźnił się z Tadeuszem Kotarbińskim. Po zakończeniu strajku został usunięty ze szkoły i zmuszony był kończyć edukację w prywatnej szkole Pawła Chrzanowskiego w Warszawie, w której w 1906 roku zdał maturę.
Od 1905 roku należał do Polskiej Partii Socjalistycznej, a po rozpadzie partii rok później przeszedł do PPS-Lewicy, by na początku 1907 roku przenieść się do Organizacji Bojowej PPS. Jako bojownik PPS brał udział w napadzie na urząd gminny w Kątach, po czym od października 1907 roku przebywał w Paryżu, gdzie ukończył nauki społeczne oraz filozofię na Sorbonie. W 1912 roku powrócił do kraju, wystąpił z PPS, a po wybuchu I wojny światowej przystąpił do Grupy Pracy Narodowej. Od października 1917 roku pracował w Departamencie Gospodarki Społecznej Tymczasowej Rady Stanu, po czym po roku trafił do Ministerstwa Przemysłu i Handlu.
7 lipca 1919 roku wstąpił ochotniczo do Wojska Polskiego. W wojsku pozostał do 12 listopada 1920 roku po czym powrócił do pracy w ministerstwie, a 1 maja 1921 roku przeszedł do Ministerstwa Pracy i Opieki Społecznej. Rok później, jako rządowy rzeczoznawca, był członkiem polskiej delegacji na Międzynarodowej Konferencji Pracy w Genewie. 1 lutego 1923 roku wygrał konkurs międzynarodowy na stanowisko zastępcy kierownika Sekcji Studiów Ogólnych Międzynarodowego Biura Pracy przy Lidze Narodów w Genewie i pracował na tym stanowisku przez trzyletni okres umowy. W połowie 1925 roku został pod pseudonimem Andrzej Topolski członkiem warszawskiej loży wolnomularskiej, która należała do Wielkiej Loży Narodowej Polski „Polacy Zjednoczeni” i wkrótce został jej przedstawicielem przy Międzynarodowym Stowarzyszeniu Mularskim w Genewie.
Na stopień podporucznika został mianowany ze starszeństwem z 1 lipca 1925 w korpusie oficerów rezerwy artylerii. W 1934, jako oficer rezerwy pozostawał w ewidencji Powiatowej Komendy Uzupełnień Warszawa Miasto III. Posiadał przydział do Oficerskiej Kadry Okręgowej Nr I. Był wówczas w grupie oficerów „powyżej 40 roku życia”.
W marcu 1926 roku Skokowski powrócił do pracy w ministerstwie i 22 grudnia 1927 roku został radcą ministerialnym. Poparł przewrót majowy z 1926 roku i politykę Piłsudskiego. Od 1 grudnia 1928 roku do początków 1931 roku był referentem do spraw społecznych w ambasadzie w Londynie, a 1 kwietnia powrócił do pracy w Ministerstwie Opieki Społecznej, by już 19 września zostać kierownikiem ministerialnej Inspekcji Ubezpieczeń Społecznych. Jako pełnomocnik rządu kierował polską delegacją w rokowaniach w sprawach polityki pracy i opieki społecznej z Czechosłowacją, Rumunią, Francją i Wolnym Miastem Gdańskiem. Pod koniec lat 1930. został zastępcą komisarza Zakładu Ubezpieczeń Społecznych w Warszawie, wykładał też politykę emigracyjną na Uniwersytecie Jana Kazimierza we Lwowie i traktaty handlowe oraz traktaty pracy na Wolnej Wszechnicy Polskiej w Warszawie, publikował również prace i artykuły.
Angażował się w działalność wolnomularską na kolejnych stanowiskach w Wielkiej Loży Narodowej Polski, udzielał się w międzynarodowych spotkaniach organizacji wolnomularskich. W lutym 1938 roku został razem z innymi znaczącymi wolnomularzami zaatakowany w Sejmie przez posła Wacława Budzyńskiego, który domagał się postawienia ich w stan oskarżenia pod zarzutem udziału w tajnym związku. Po samorozwiązaniu polskiego wolnomularstwa 26 października 1938 roku nie angażował się już w działalność pozostałych po nim grup.
W październiku 1939 roku został mianowany przez niemieckiego okupanta dyrektorem Zakładu Ubezpieczeń Społecznych, nadzór nad jego działalnością sprawował jednak niemiecki komisarz. Skokowski angażował się w działalność konspiracji związanej z legalnym rządem RP.
Był członkiem loży wolnomularskiej w Warszawie w czasach II Rzeczypospolitej.
Zmarł 1 lutego 1943 w Warszawie.

## Życie prywatne
Zbigniew Skokowski był synem adwokata Wiktora Skokowskiego i Felicji z Boreckich. Był bratem adwokata w procesach politycznych Jerzego oraz Wacława i Kazimiery, jego szwagrem był Tadeusz Radliński. Żonaty od 28 lipca 1929 roku z Marią z Żebrowskich (primo voto Ładą-Walicką), z którą miał syna Jerzego.

## Ordery i odznaczenia
- Krzyż Oficerski Orderu Odrodzenia Polski (27 listopada 1929)[5]